# MACS J2129.4-0741

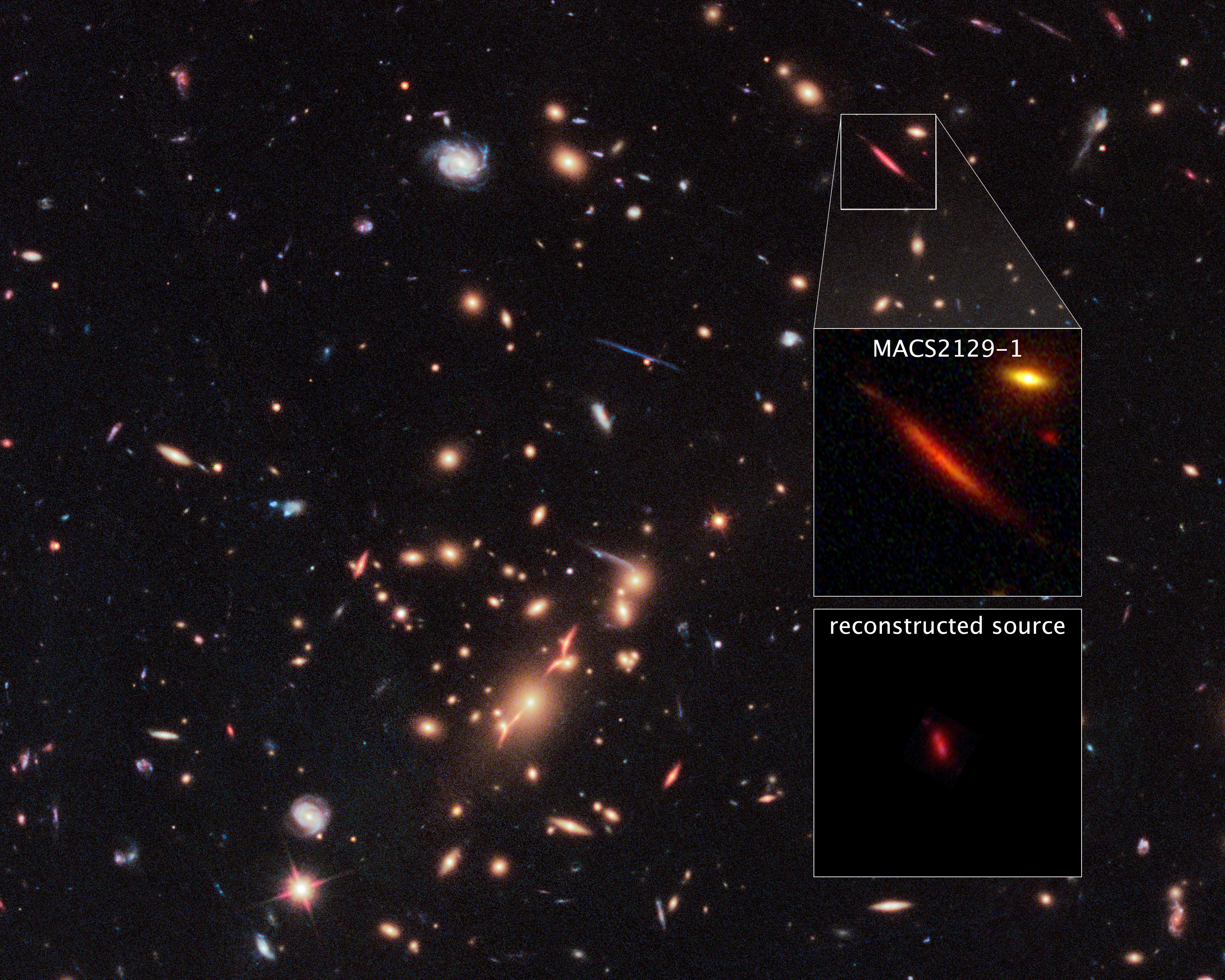
L'ammasso MACS J2129.4-0741 e nel particolare la galassia remota MACS2129-1 (Telescopio spaziale Hubble)

MACS J2129.4-0741 è un ammasso di galassie situato in direzione della costellazione dell'Aquario alla distanza di quasi 5,5 miliardi di anni luce dalla Terra (light travel time).
È stato uno dei 25 ammassi di galassie studiati con il Telescopio spaziale Hubble nel corso di una campagna di osservazioni denominata Cluster Lensing And Supernova survey with Hubble (CLASH) nel corso di un periodo di tre anni e mezzo (2010-2013) e che aveva anche l'obiettivo di identificare galassie estremamente distanti sfruttando l'effetto di lente gravitazionale creata dagli ammassi.
Nel 2012 è stata identificata una galassia, MACS J2129.4-0741 1.5, con un redshift di z = 1,363 che equivale ad una distanza percorsa dalla luce di circa 9 miliardi di anni luce. L'immagine di questa galassia è giunta amplificata e replicata sei volte.
Nel 2016, tramite osservazioni effettuate anche con il Telescopio Keck, è stata scoperta un'altra galassia estremamente remota, al momento ancora senza denominazione ufficiale, il cui redshift risulta di z = 6,85 che corrisponde ad una distanza percorsa dalla luce di 12,779 miliardi di anni luce (distanza comovente di 27,484 miliardi di anni luce). L'immagine di questa galassia, che risale ad un'epoca vicina alla fine della fase di reionizzazione, è giunta triplicata per effetto della lente gravitazionale, risultando una minuscola galassia poco luminosa e con una massa stellare stimata in 5 x 107 masse solari.
Nel giugno 2017, sempre grazie all'effetto di lente gravitazionale, è stata identificata la galassia remota, MACS2129-1, con un redshift di z = 2,1478 che corrisponde ad una distanza percorsa dalla luce di 10,629 miliardi di anni luce. 